# Понтина I (Латина)
Понтина I је насеље у Италији у округу Латина, региону Лацио.
Према процени из 2011. у насељу је живело 101 становника. Насеље се налази на надморској висини од 29 м.